# Mgodro
Genres associés
Salegy, Bikutsi
Le Mgodro (ou M'godro) est un rythme et une danse typiquement mahoraise,, c'est une musique populaire à Mayotte et un peu à   Anjouan .

## Description
Le Mgodro est une danse traditionnelle mahoraise. Elle se danse de manière à former un cercle mixte. Elle s'inspire du salegy ou saleg, une musique malgache.

## Artistes
- Mtoro Chamou
- Baco
- Baco Ali
- Lima Wild
- Toumbou Soumaïla[4]
- Ali Abdou[4]